# Freelance (modellismo)

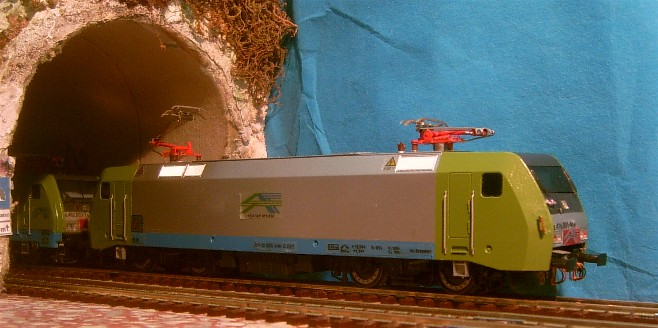
Locomotore di compagnia freelance

Freelance, nel modellismo aereo, ferroviario, navale o degli autobus, indica una compagnia, che adotta schemi di coloritura, orari e mezzi propri.
La corrente del Free Lance si differenzia dal modellismo vero e proprio perché, nonostante il materiale adottato sia in scala ridotta, l'oggetto non esiste al vero e nasce quindi dall'immaginazione del progettista.
Questo tipo di modellismo è molto diffuso negli Stati Uniti d'America, dove i modelli hanno prezzi decisamente bassi, ma è ancora poco diffusa in Italia, dove le versioni economiche ancora sono poco diffuse.
Molto spesso, tra gli appassionati del settore, i modellisti freelance vengono guardati con una buona dose di scetticismo.

## Compagnie free lance

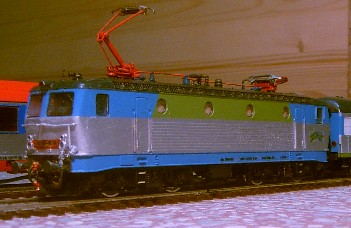
Locomotiva Freelance

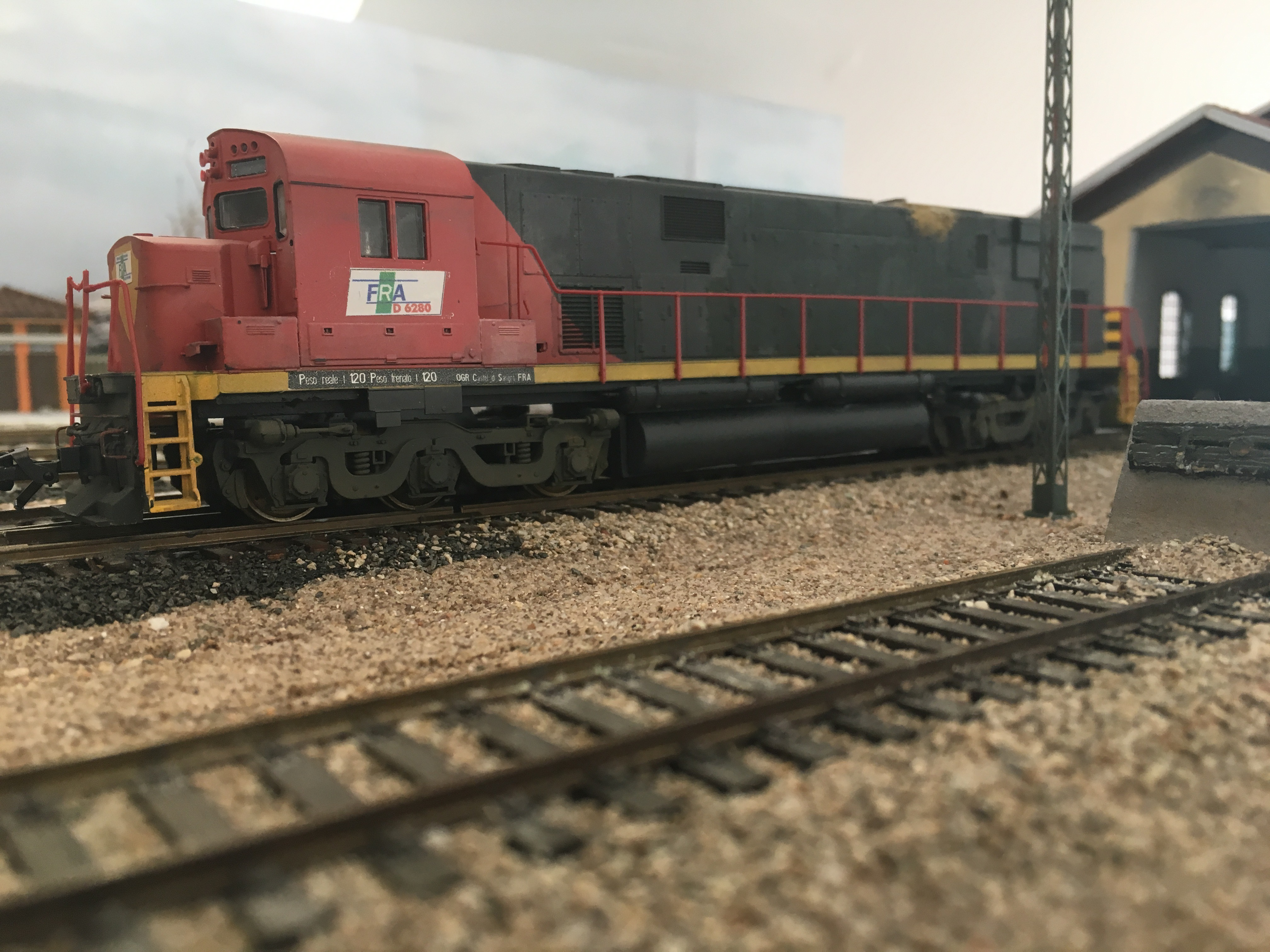
Locomotiva della F.R.A., modello ALCO C628 in livrea verde

### Treni
- FTL - Ferrovie e Tranvie Locali
- Beetrains
- SAFF - Società Anonima Ferrovie Federate
- So.Ge.R.I.T.
- SITAV Società Intermodale Trasporti Alta Valle
- F.R.A. Ferrovie Regionali dell'Appennino

### Autobus
- SAFF - Società Anonima Ferrovie Federate